# Melanargia occitanica
La medioluto herrumbrosa (Melanargia occitanica) es un lepidóptero ropalócero de la familia Nymphalidae. Se extiende por el suroeste de Europa y noroeste de África.

## Distribución
Existen tres subespecies que habitan aisladamente:
- Melanargia occitanica occitanica: se encuentra al norte y centro de Portugal, en España (muy local) exceptuando el noroeste y suroeste (aunque se mantiene una población al sur de Huelva), en Francia desde el este de los Pirineo hasta Ardèche y Provenza y en los Alpes Marítimos de Italia. Vuela entre el nivel del[1] mar y los 1500 m.
- Melanargia occitanica pelagia: vuela en el Marruecos (Gran Atlas y Atlas Mediano) y oeste de Argèlia, entre los 500 m y los 2000 m.
- Melanargia occitanica pherusa: exclusivamente norteño-oeste de Sicilia.

## Descripción

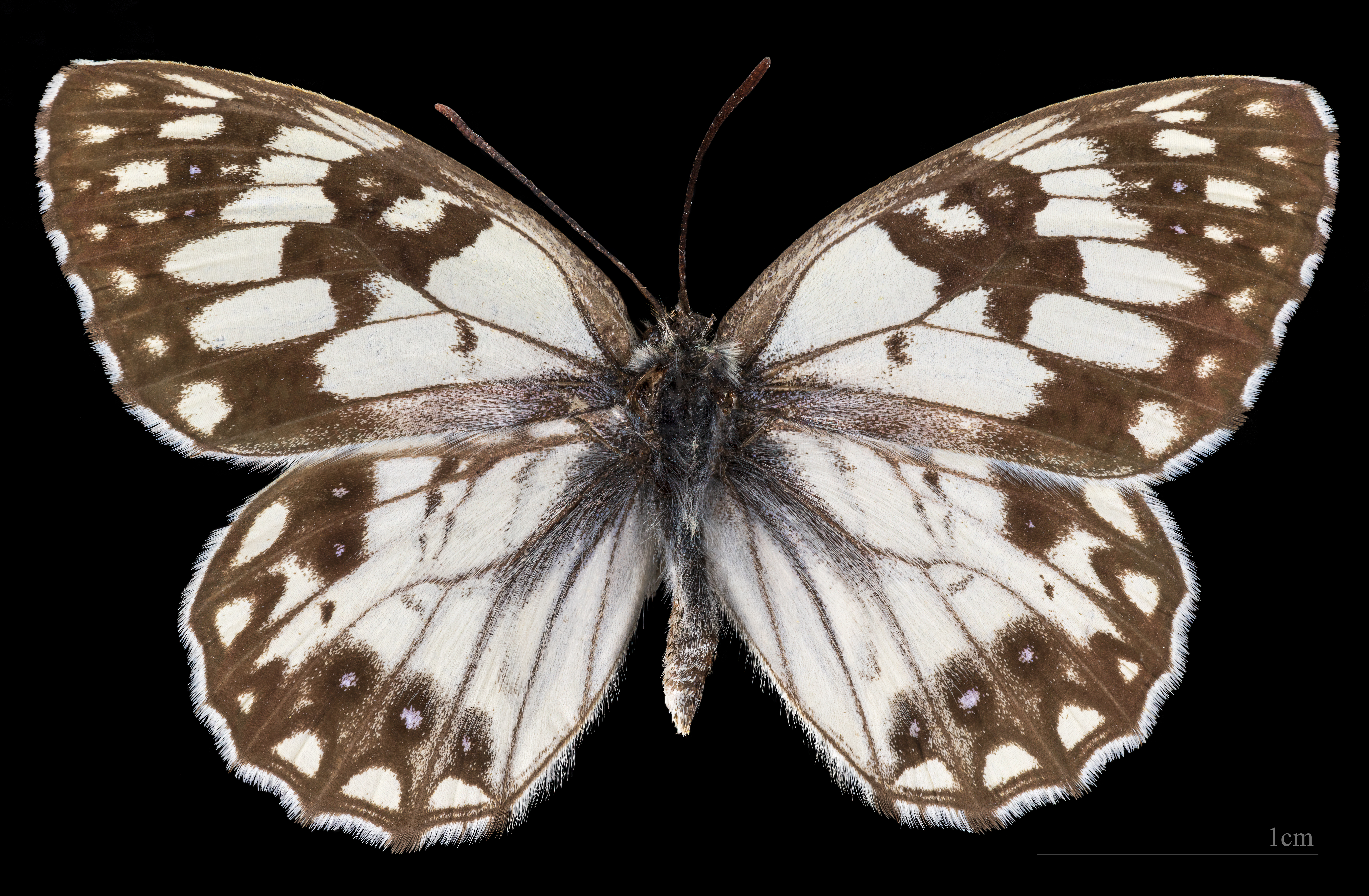
Melanargia occitanica ♂
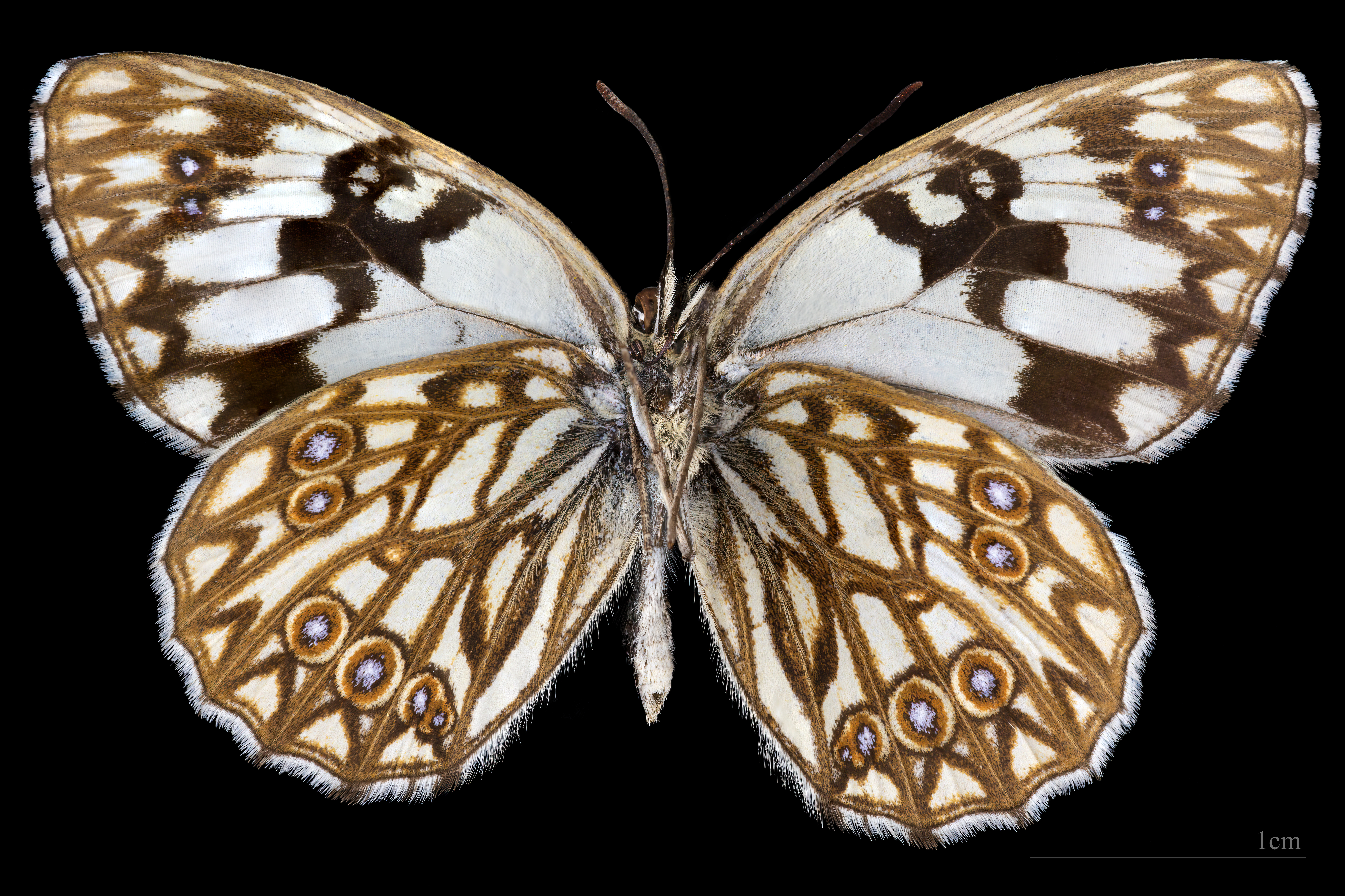
Melanargia occitanica ♂   △

### Imago
Su envergadura alar está entre 40 y 48 mm. Destaca por ser blanca con manchas negras distribuidas por todas las alas. Presenta ocelos en las alas posteriores con pupila azul (más visibles en el anverso, donde se muestran 6) y un par más pequeños en ápice del reverso de las anteriores. Se diferencia del resto de especies del género sobre todo por su venación marrón al dorso de las alas y también porque la línea marrón longitudinal curvada a s1b está unida en ambos extremos a v1b.

### Larva
Oruga verde u ocre cubierta de una corta y fina pilosidad poco densa, con tres franjas más oscuras, las de los lados acabadas cada una con una pequeña cola oscura. Muestra actividad nocturna.

## Hábitat
Áreas herbosas, rocosas, cálidas y secas. La oruga se alimenta de varias gramíneas tales como Brachypodium pinnatum, Brachypodium retusum, Dactylis glomerata, Lygeum spartum, Stipa lagascae, Stipa offneri...

## Periodo de vuelo
Univoltina, una generación al año entre abril y junio en Europa y entre mayo y junio en África. Hiberna como oruga entre la vegetación de la tierra.

## Especies ibéricas similares
- Melanargia lachesis
- Melanargia galathea
- Melanargia ines
- Melanargia russiae